# Campeonato Europeu de Atletismo em Pista Coberta de 2013 - Salto em distância masculino
A prova do salto em distância masculino do Campeonato Europeu de Atletismo em Pista Coberta de 2013 foi disputada entre os dias 2 e 3 de março de 2013 no Scandinavium em Gotemburgo, Suécia.

## Recordes
Antes desta competição, os recordes mundiais e do campeonato nesta prova eram os seguintes:
|                       | Nome            | Nacionalidade  | Distância | Local       | Data                  |
| --------------------- | --------------- | -------------- | --------- | ----------- | --------------------- |
| Recorde mundial       | Carl Lewis      | Estados Unidos | 8m 79cm   | Nova Iorque | 27 de janeiro de 1984 |
| Recorde do campeonato | Sebastian Bayer | Alemanha       | 8m 71cm   | Turim       | 8 de março de 2009    |
| Recorde europeu       | Sebastian Bayer | Alemanha       | 8m 71cm   | Turim       | 8 de março de 2009    |

## Medalhistas
| Ouro                   | Prata                | Bronze               |
| Aleksandr Menkov (RUS) | Michel Tornéus (SWE) | Christian Reif (GER) |

## Cronograma
Todos os horários são locais (UTC+2).
| Data       | Hora  | Evento       |
| ---------- | ----- | ------------ |
| 2 de março | 11:00 | Qualificação |
| 3 de março | 17:00 | Final        |

## Resultados

### Qualificação
Qualificação: 8,05m (Q) ou os 8 melhores qualificados (q). 
| Posição | Grupo | Atleta               | Nacionalidade | #1   | #2   | #3   | Resultados | Notas |
| ------- | ----- | -------------------- | ------------- | ---- | ---- | ---- | ---------- | ----- |
| 1       | A     | Aleksandr Menkov     | Rússia        | 7.72 | 7.98 | 8.22 | 8.22       | Q     |
| 2       | B     | Christian Reif       | Alemanha      | x    | 8.15 |      | 8.15       | Q,    |
| 3       | B     | Michel Tornéus       | Suécia        | 8.07 |      |      | 8.07       | Q     |
| 4       | A     | Louis Tsatoumas      | Grécia        | 8.01 | 7.94 | x    | 8.01       | q     |
| 5       | B     | Chris Tomlinson      | Reino Unido   | 7.73 | 7.80 | 7.98 | 7.98       | q,    |
| 6       | A     | Eero Haapala         | Finlândia     | 7.75 | 7.76 | 7.95 | 7.95       | q     |
| 7       | B     | Tommi Evilä          | Finlândia     | 7.75 | 7.95 | —    | 7.95       | q,    |
| 8       | A     | Elvijs Misāns        | Letônia       | 7.48 | 7.77 | 7.92 | 7.92       | q,    |
| 9       | A     | Sebastian Bayer      | Alemanha      | 7.76 | 7.91 | 7.75 | 7.91       |       |
| 10      | A     | Adrian Strzałkowski  | Polónia       | 7.87 | 7.83 | 7.57 | 7.87       |       |
| 11      | B     | Yeoryios Tsakonas    | Grécia        | 7.58 | 7.72 | 7.79 | 7.79       |       |
| 12      | B     | Emanuele Catania     | Itália        | x    | 7.78 | 7.77 | 7.78       |       |
| 13      | B     | Daniel Dobrev        | Bulgária      | x    | x    | 7.70 | 7.70       |       |
| 14      | B     | Jean Marie Okutu     | Espanha       | 7.27 | x    | 7.65 | 7.65       |       |
| 15      | B     | Morten Jensen        | Dinamarca     | x    | 7.64 | x    | 7.64       |       |
| 16      | B     | Márk Szabó           | Hungria       | 7.62 | 7.39 | 7.26 | 7.62       |       |
| 17      | A     | Kevin Ojiaku         | Itália        | 7.35 | 7.56 | 7.48 | 7.56       |       |
| 18      | A     | Tomas Vitonis        | Lituânia      | x    | 3.35 | 7.56 | 7.56       |       |
| 19      | A     | Oleksiy Kasyanov     | Ucrânia       | 7.50 | x    | 7.55 | 7.55       |       |
| 20      | A     | Arsen Sargsyan       | Armênia       | x    | 7.44 | 7.38 | 7.44       |       |
| 21      | A     | Rain Kask            | Estónia       | 7.40 | x    | x    | 7.40       |       |
| 22      | A     | Andreas Otterling    | Suécia        | 7.39 | x    | x    | 7.39       |       |
| 23      | B     | Darius Aučyna        | Lituânia      | 7.38 | 7.30 | x    | 7.38       |       |
| 24      | B     | Valentin Toboc       | Roménia       | 7.20 | 7.33 | x    | 7.33       |       |
| 25      | A     | Stefano Tremigliozzi | Itália        | 7.26 | x    | x    | 7.26       |       |

### Final
A final foi realizada às 17:00 no dia 3 de março de 2013.  
| Posição           | Atleta           | Nacionalidade | #1   | #2   | #3   | #4   | #5   | #6   | Resultados | Notas                |
| ----------------- | ---------------- | ------------- | ---- | ---- | ---- | ---- | ---- | ---- | ---------- | -------------------- |
| Medalha de ouro   | Aleksandr Menkov | Rússia        | 8.28 | x    | x    | 8.31 | x    | x    | 8.31       | Melhor marca do ano  |
| Medalha de prata  | Michel Tornéus   | Suécia        | 8.27 | 8.10 | x    | 7.95 | 7.12 | 8.29 | 8.29       | Recorde nacional     |
| Medalha de bronze | Christian Reif   | Alemanha      | 8.01 | x    | 7.87 | 8.07 | x    | 8.03 | 8.07       |                      |
| 4                 | Eero Haapala     | Finlândia     | x    | 7.87 | 8.05 | 7.87 | 7.84 | x    | 8.05       |                      |
| 5                 | Louis Tsatoumas  | Grécia        | 7.88 | 8.00 | x    | 7.94 | x    | x    | 8.00       |                      |
| 6                 | Tommi Evilä      | Finlândia     | 7.96 | —    | 7.79 | x    | —    | 7.90 | 7.96       | Recorde da temporada |
| 7                 | Chris Tomlinson  | Reino Unido   | 7.93 | 7.95 | 7.64 | 7.94 | 7.91 | 7.88 | 7.95       |                      |
| 8                 | Elvijs Misāns    | Letônia       | 7.61 | 7.68 | 7.63 | 2.79 | x    | 7.30 | 7.68       |                      |

Legenda
| Recorde mundial       | Recorde mundial (World record)               |                       | Recorde africano                      | Recorde africano (African) |                                           | Q | Classificado por posição (Qualified) |
| Recorde do campeonato | Recorde do campeonato (Championship record)  | Recorde da América    | Recorde da América (Americas)         | q                          | Classificado por melhor tempo (Qualified) |   |                                      |
| Melhor marca do ano   | Melhor marca do ano (World leading)          | Recorde asiático      | Recorde asiático (Asian)              | DNS                        | Não largou (Did not start)                |   |                                      |
| Recorde nacional      | Recorde nacional (National record)           | Recorde europeu       | Recorde europeu (European)            | DNF                        | Não terminou (Did not finish)             |   |                                      |
| Recorde pessoal       | Recorde pessoal do atleta (Personal best)    | Recorde da Oceania    | Recorde da Oceania (Oceania)          | DSQ / DQ                   | Desclassificado (Disqualified)            |   |                                      |
| Recorde da temporada  | Recorde da temporada do atleta (Season best) | Recorde sul-americano | Recorde sul-americano (South America) | NM                         | Sem marca (No mark)                       |   |                                      |